# ダニイル (全日本府主教)

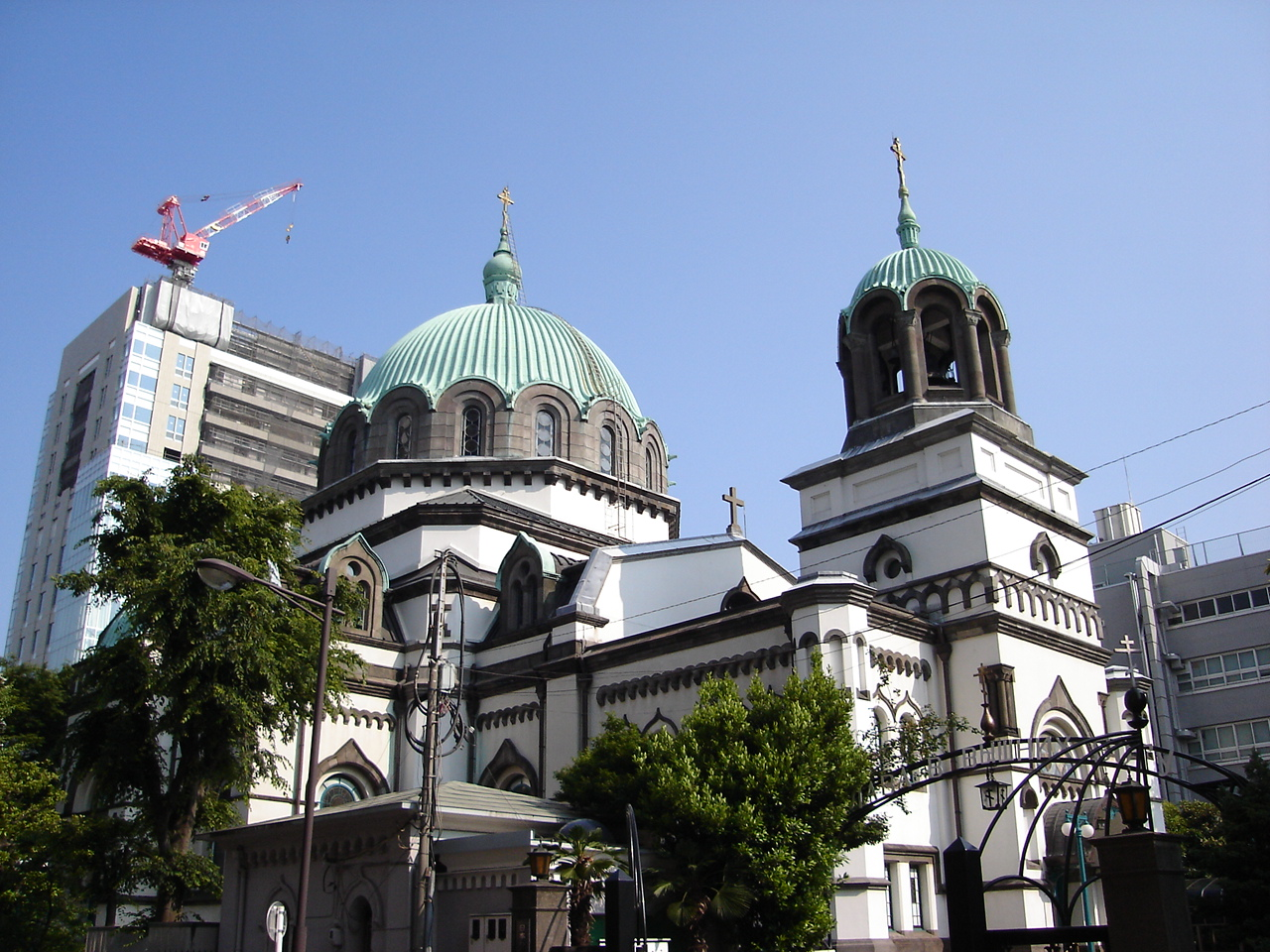
府主教座のあるニコライ堂（東京都千代田区）

府主教ダニイル（ロシア語: Даниил、俗名: 主代郁夫 - ぬしろいくお、1938年9月5日 - 2023年8月10日）は、日本ハリストス正教会の首座主教。正式な称号は「東京の大主教・全日本の府主教」。「ダニイル」は聖名であり、「モスクワの大公聖ダニイル」を記憶する。聖名日は9月12日。
日本正教会においては通例、「ダニイル府主教」と表記される。日本正教会（のみならずスラヴ系の正教会）では「大主教」よりも「府主教」の方が格上の称号であり、いずれか一つのみの称号を冠する場合は「府主教」を用いる。

## 日本正教会の首座主教
前任の首座主教であったフェオドシイ永島新二府主教が1999年5月7日に永眠した後、後継として日本正教会において選立された。結婚歴のある在俗司祭であったが、夫人が早くに永眠していたため修道士候補・主教候補とされた。ダニイルはロシア正教会の修道院で研修を経て修道士・掌院となったのち、京都の主教に叙聖された。当初は西日本主教教区の主教として着座する予定であったが、同時期に修道誓願を立てて横浜の主教、及び東京の副主教として叙聖され、全日本の府主教、及び東京大主教教区大主教に昇叙されて着座する予定であったペトル有原次良主教の急逝にともない府主教・大主教に昇叙され、2000年5月14日に東京復活大聖堂教会（ニコライ堂）にて、この日のために来日したロシア正教会モスクワ総主教アレクシイ2世の司祷する着座式において、全日本の府主教、及び東京大主教区主教として着座した。
ダニイルは、毎週の主日聖体礼儀や各種祭日の聖体礼儀後に、『祈祷譜面考』等の様々な精神的内容を含むトラクトを頒布しており、日本正教会の精神面の啓発に力を入れていた。

## 略歴年表

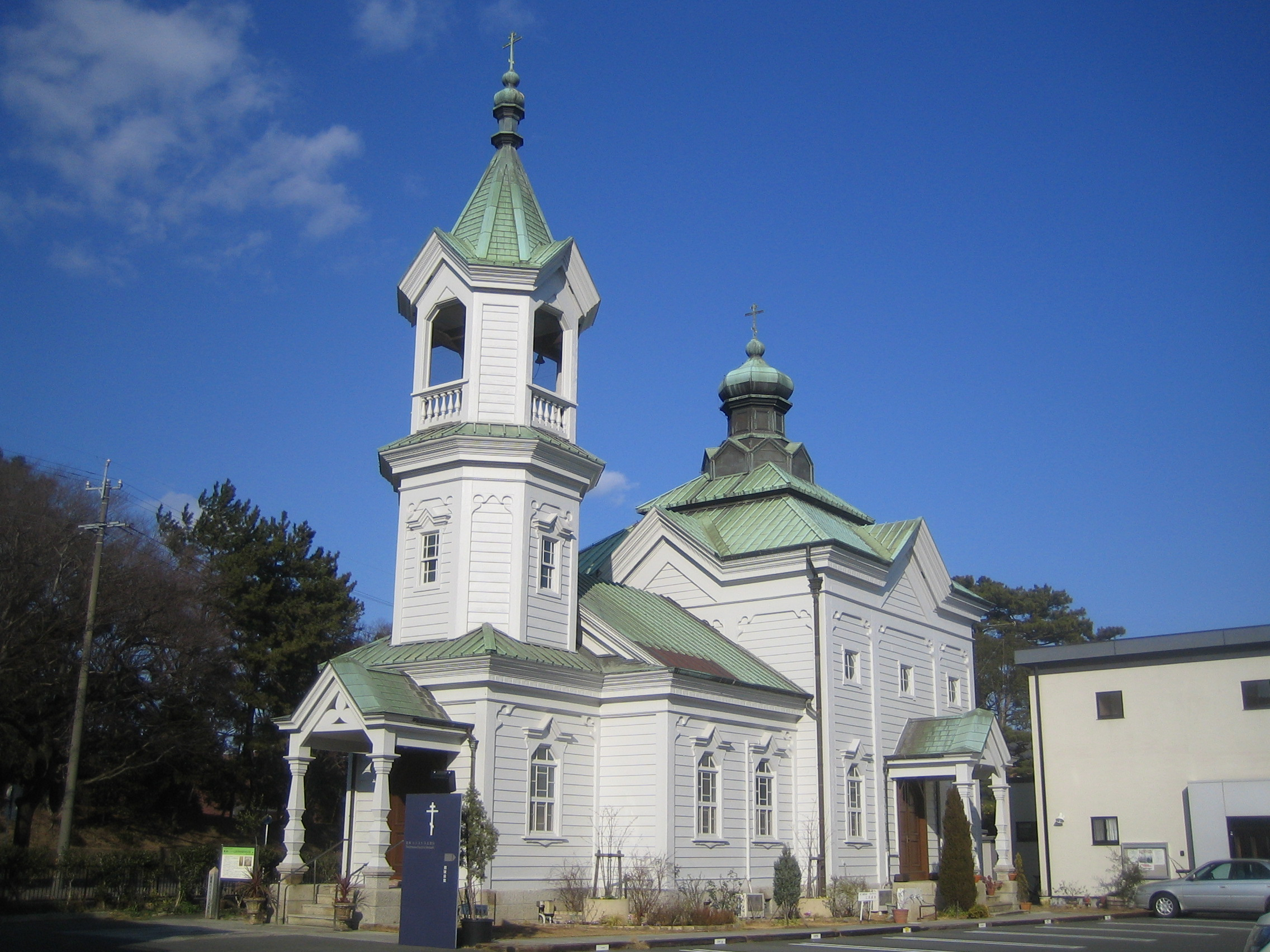
豊橋ハリストス正教会
聖使徒福音記者マトフェイ聖堂の全景

- 1938年9月5日 - 愛知県豊橋市に生まれる。
- 1962年 - 愛知大学フランス文学科で学ぶ。
- 1965年 - ニコライ神学校修了。
- 1968年 - ウラジミール神学校修了。
- 1969年 - ウラジミール神学校研究科で学ぶ。
- 1969年 - 輔祭に叙聖される。
- 1970年11月 - 東京復活大聖堂（ニコライ堂）付きの輔祭に着任。
- 1972年 - 司祭に叙聖される。豊橋ハリストス正教会に赴任。
- 1999年8月20日 - 剪髪式（修道請願）。修道名ダニイルを授かる（それまでの聖名は「イウダ」）。
  - 同年9月6日 - 典院に昇叙[7]される。
  - 同年11月12日 - 掌院に昇叙される。
  - 同年11月14日 - 主教に叙聖される。
- 2000年5月14日 - 首座主教に着座する。
- 2023年8月10日 - 間質性肺炎により永眠。84歳没。
  - 同年8月17日 - 東京復活大聖堂にて埋葬式が行われ、横浜外国人墓地に埋葬される[8]。

## 著作
- 『絵で見る奉神礼』東京復活大聖堂教会
- 『目で見る聖書』東京復活大聖堂教会
- 『聖師父のこころのあゆみ』東京復活大聖堂教会
- 『聖ディオニシオス・聖マキシム・新神学者シメオン』東京復活大聖堂教会
- 『聖神入門 - ニコライ堂の精神 -』日本ハリストス正教会教団
- 著者：セルギイ・チホミーロフ、監修：ダニイル主代『東京復活大聖堂と関東大震災』正教時報社